# Remscéla
Die remscéla (['Rʴevʴʃkʴeːla] irisch „Vorerzählungen“, eigentlich Remscéla Tána Bó Cuailnge) bilden einen Teil des altirischen Ulster-Zyklus. Sie bilden den Hintergrund der wichtigsten Erzählung des Ulster-Zyklus, der Táin Bó Cuailnge, deren mittel- oder unmittelbare Vorgeschichten sie erzählen. Der Begriff remscéla findet sich in wichtigen mittelalterlichen Handschriften, die unsere Hauptquelle für die altirischen Erzählungen bilden: Dem Lebor Laignech („Das Buch von Leinster“), dem Leabhar Buidhe Lecain („Das gelbe Buch von Lecan“) und einer weiteren Handschrift. Im Buch von Leinster findet sich eine ausführliche Liste der remscéla. Einige der wichtigsten remscéla sind Aislinge Oenguso („Oengus' Traumgesicht“), Compert Con Chulainn („Die Zeugung Cú Chulainns“), Compert Conchobuir („Die Zeugung Conchobars“), De chophur in da muccida („Die [Verwandlung?] der zwei Schweinehirten“), Echtrae Nerai („Neras Abenteuer“), Longas mac nUislenn („Die Verbannung der Söhne Uislius“), Noínden Ulad („Die Schwäche der Ulter“), Táin Bó Froích („Das Wegtreiben der Rinder Froechs“) und Tochmarc Emire („Das Werben um Emer“).
Die Geschichten haben verschiedene Themen, die teilweise einen wichtigen Hintergrund für die Haupterzählung schaffen. De chophur in da muccida („Von der [Verwandlung?] der beiden Schweinehirten“) etwa erzählt die Geschichte, wie zwei einst befreundete Schweinehirten einander bekämpfen und zu diesem Zweck immer neue Gestalten annehmen, bis sie sich schließlich in Wasserwürmer verwandeln und von Kühen getrunken werden. Diese Kühe gebären sie dann wieder, in Gestalt der beiden Stiere Donn Cuailnge und Findbennach, die später in der Táin gegeneinander kämpfen. Tochmarc Emire enthält einige wichtige Stationen der Jugend des Helden Cú Chulainn. Die Geschichte beschäftigt sich vor allem mit dessen Werben um das Mädchen Emer, das verschiedene Heldentaten von ihm verlangt, bevor sie seine Frau wird.